# PNS Hangor (S131)
Le PNS Hangor (S131) (surnommé: "Shark") est un sous-marin diesel-électrique de classe Daphné qui a servi dans la marine pakistanaise de 1969 jusqu'à son déclassement en 2006. Il est désormais un navire musée exposé au Musée de la marine pakistanaise à Karachi.

## Historique
Le Hangor (S131) était le navire de tête de sa classe, conçu et construit par DCNS en France après une négociation longue et compliquée qui a commencé en 1966 . En 1969, il a été mis en service. Sous le commandement du commandant Ahmad Tasnim (en), il a coulé l'INS Khukri de la marine indienne, une frégate anti-sous-marine, avec une torpille à tête chercheuse le 9 décembre 1971 sur le front occidental de la troisième guerre indo-pakistanaise de 1971 
Ce fut la seule attaque de sous-marin enregistré après la Seconde Guerre mondiale jusqu'à la guerre des Malouines, lorsque le sous-marin nucléaire de la Royal Navy, le HMS Conqueror, a coulé le croiseur de la marine argentine, le ARA General Belgrano.